# Gonomyia alexanderi
Gonomyia alexanderi är en tvåvingeart som först beskrevs av Johnson 1912.  Gonomyia alexanderi ingår i släktet Gonomyia och familjen småharkrankar. Inga underarter finns listade i Catalogue of Life.